# تيري دبليو. أودوم
تيري دبليو. أودوم (بالإنجليزية: Teri W. Odom)‏ هي كيميائية أمريكية، ولدت في عقد 1970.

## وصلات خارجية
- الموقع الرسمي